# Bijela tabija
Bijela tabija je tvrđava na cesti Dariva - Mošćanica, na istočnoj visinskoj koti sarajevske kotline. Podignuta je na mjestu srednjovjekovne tvrđave, sagrađene oko 1550. godine. Gornji dio Tabije u krupnim kamenim blokovima nastao je u austro-ugarskom periodu. Tvrđava je bila od velikog značaja za obranu grada prilikom napada austrijskog princa Eugena Savojskog u 17. stoljeću, te austrougarske vojske 1878. godine.
Bijela tabija se nalazi unutar graditeljske cjeline Stari grad Vratnik koja je proglašena Nacionalnim spomenikom Bosne i Hercegovine.